# Expertgruppen för studier i offentlig ekonomi
Expertgruppen för studier i offentlig ekonomi (ESO) är en oberoende kommitté under Finansdepartementet som har till uppgift att bredda och fördjupa underlaget inför samhällsekonomiska och finanspolitiska beslut. Uppgiften fullföljs framför allt genom att forskare och andra experter får i uppdrag att genomföra studier som ges ut i ESO:s skriftserie och publiceras på expertgruppens hemsida. ESO utgör på så sätt en brygga mellan forskning och politik. 
ESO har även som uppgift att sprida kunskap och information om finanspolitiska och samhällsekonomiska frågor. ESO anordnar därför seminarier, framför allt i anslutning till att nya rapporter publiceras. Debatten stimuleras också genom att rapportförfattarna i vissa fall skriver debattartiklar. 
ESO inrättades 1981, lades ned i juni 2003 av regeringen Persson och återinrättades i december 2007 av regeringen Reinfeldt (Dir.2007:46). Vid nystarten 2007 utsågs Lars Heikensten till expertgruppens ordförande. Han efterträddes 2013 av Hans Lindblad som år 2021 efterträddes av nuvarande ordförande Karolina Ekholm. 

## Rapporter
Mellan 1981 och 2003 publicerades ESO:s rapporter i Departementsserien. I dag har ESO en egen skriftserie. Rapporterna är politiskt oberoende och deras kvalitet säkerställs genom noggrann granskning med hjälp av referensgrupper. Det är författarna själva som står för innehåll, slutsatser och de förslag som presenteras i rapporterna. ESO:s rapporter spänner över ett brett fält av frågor och behandlar allt från arbetsmarknad, miljö- och energifrågor till skatter och produktivitet inom offentlig sektor. 
Samtliga rapporter finns tillgängliga för nedladdning i fulltext på ESO:s webbplats.

## Seminarier
För att sprida resultaten från de rapporter som ESO ger ut hålls oftast ett seminarium i samband med rapportpubliceringen (vanligtvis i Regeringskansliets lokaler). Seminarierna går att ta del av i efterhand på ESO:s webbplats, och merparten visas även i SVT Forum.
Vid seminarierna presenterar författarna rapporten. Därefter följer kommentarer och en diskussion om det aktuella ämnet och rapporten i fråga. Ofta bjuds en eller flera politiska företrädare in för att ge sin syn på rapporten och ämnet. Återkommande ordnar också ESO seminarier för att uppmärksamma en aktuell fråga utan att en specifik ESO-rapport ligger till grund. Exempel på frågor som har behandlats då är forskningspolitik, resultaten i skolan och kommunal administration. 